# Lorx Győző
Ruszkini Lorx Győző (Igló, Szepes vármegye, 1873. július 8. – Budapest, 1922. június 29.) magyar tábornok.

## Élete
Lorx Győző 1873. július 8-án született a magyarországi Szepes vármegyében található Iglón. Általános és középiskolai tanulmányait szülővárosában, Iglón, illetve Lőcsén végezte el kitüntetve. Katonai iskolát az ausztriai császári és királyi Műszaki Akadémián végzett kiváló eredmény mellett.
1895. augusztus 18-án hadnaggyá, majd 1899. május 1-jén főhadnaggyá avatták. 1902. november 1-jén századossá nevezték ki. 1907-ben a Magyar Királyi Honvéd Felsőbb Tiszti Tanfolyam tanáraként dolgozott. 1911. május 1-jén őrnagy lett belőle. Az első világháborút a tiroli és az olasz fronton harcolta végig. 1914. május 1-jén alezredessé, majd 1916. május 1-jén ezredessé léptették elő.
1919. március 1-jén kényszernyugdíjból nyugállományba helyezték. 1919. augusztus 6-án ideiglenesen ténylegesítették a vezérkarnál. 1921-ben tábornokká, később 1922-ben vezérkari főnökké és altábornaggyá is kinevezték.
A Magyarországi Tanácsköztársaság idején hat hétre a bajtársai kérésére átvette a HM vezetését egészen addig, amíg Schnetzer Ferenc tábornokot hivatalosan is kinevezték hadügyminiszterré. Később a hadügyminiszter megbízta a katonai kiképzés vezetésével. 1922. június 29-én érte a halál a Magyarországi Tanácsköztársaság által szétzilált magyar hadsereg szervezése közben. Örök nyugalomra helyezték a Farkasréti temetőben 1922. július 1-jén délután az ágostai evangélikus egyház szertartása szerint.
1920-ban A hadsereg szétzüllesztése és a vörös hadsereg cím alatt taglalja a Magyarországi Tanácsköztársaság katonai tevékenységét. Halála után a Vitézi Rendbe is felvették. Számos hazai és külföldi katonai kitüntetést kapott meg katonai pályafutása idején.

## Kitüntetései
| Kitüntetés                                                  | Átadás ideje       | Átadás helye |
| ----------------------------------------------------------- | ------------------ | ------------ |
| 2. osztályú hadiékítményes Vaskorona-rend kardokkal         | 1918. július 11.   | Bécs         |
| Lipót-rend lovagkeresztje hadiékítménnyel                   | 1916. április 20.  | Bécs         |
| 3. osztályú Vaskorona-rend hadiékítménnyel                  | 1914. december 26. | Bécs         |
| 3. osztályú Katonai Érdemkereszt hadiékítménnyel            | 1916. június 26.   | Bécs         |
| Ezüst Katonai Érdemérem a katonai érdemkereszt szalagján    | 1917. február 15.  | Bécs         |
| Bronz Katonai Érdemérem a katonai érdemkereszt szalagján    | 1915. július 17.   | Bécs         |
| Károly-csapatkereszt                                        | 1917. október 3.   |              |
| Sebesültek Érme 1 középsávval                               | 1920. november     | Budapest     |
| Vöröskereszt Tiszti jelvény                                 | 1916. február 5.   | Bécs         |
| I. és II. osztályú Porosz Királyi Vaskereszt                | 1917               |              |
| II. osztályú Katonai Érdemkereszt (Frigyes Ferenc főherceg) | 1916. február 4.   | Mecklenburg  |
| Háborús Érdemkereszt (Ernst Auguszt brunschweigi herceg)    | 1916. október 19.  |              |
| Vasfélhold                                                  |                    | Törökország  |
| Albrecht-rend tisztikeresztje karddokkal                    | 1915. december 15. | Drezda       |
| Királyi Katonai Érdemrend tisztikeresztje kardokkal         | 1915. július 9.    | München      |
| Bolgár Szent Sándor-rend                                    | 1918. február 13.  |              |